# Kisi Pulu
Kisi Pulu, nascut el 31 de gener de 1979 a Tonga, és un jugador de rugbi a XV tongà. Juga en equip dels Tonga i evoluciona al lloc de pilar al si de l'efectiu de l'USAP (Perpinyà) (1,75 m per a 112 kg).
Disputà la Copa del món de rugbi a XV 2007.

## Carrera

### En club
- Otahuhu Rugby club Tonga
- Auckland Teachers Eastern Club Nouvelle-Zélande
- Blues (NPC) Nouvelle-Zélande
- Coventry R.F.C. Angleterre
- 2006-2007 : SC Albi França
- des de 2007 :USAP

## En equip nacional
Ha tingut la seva primera capa internacional en equip dels Tonga el 6 de juliol de 2002 en ocasió d'un partit contra l'equip de Fiji.

## Palmarès
(a dia al 28 de setembre de 2007)
- 17 seleccions en equip dels Tonga des de 2002
- 2 proves (10 punts)
- Seleccions per any : 2 el 2002, 7 el 2003, 3 el 2005, 1 el 2006, 4 el 2007

En copa del món :
- 2003 : 3 seleccions (Itàlia, Gal·les, Nouvelle-Zélande)
- 2007 : 4 seleccions, 4 com a titular, 1 prova (Estats Units, Samoa, Sud-àfrica, Angleterre))

## Relacions externes
- Perfil a lequipe.fr
- Estadístiques a itsrugby.fr
- (francès) Perfil a fr.rugbyworldcup.com Arxivat 2007-10-22 a Wayback Machine.